# Classification UIC des wagons de chemin de fer

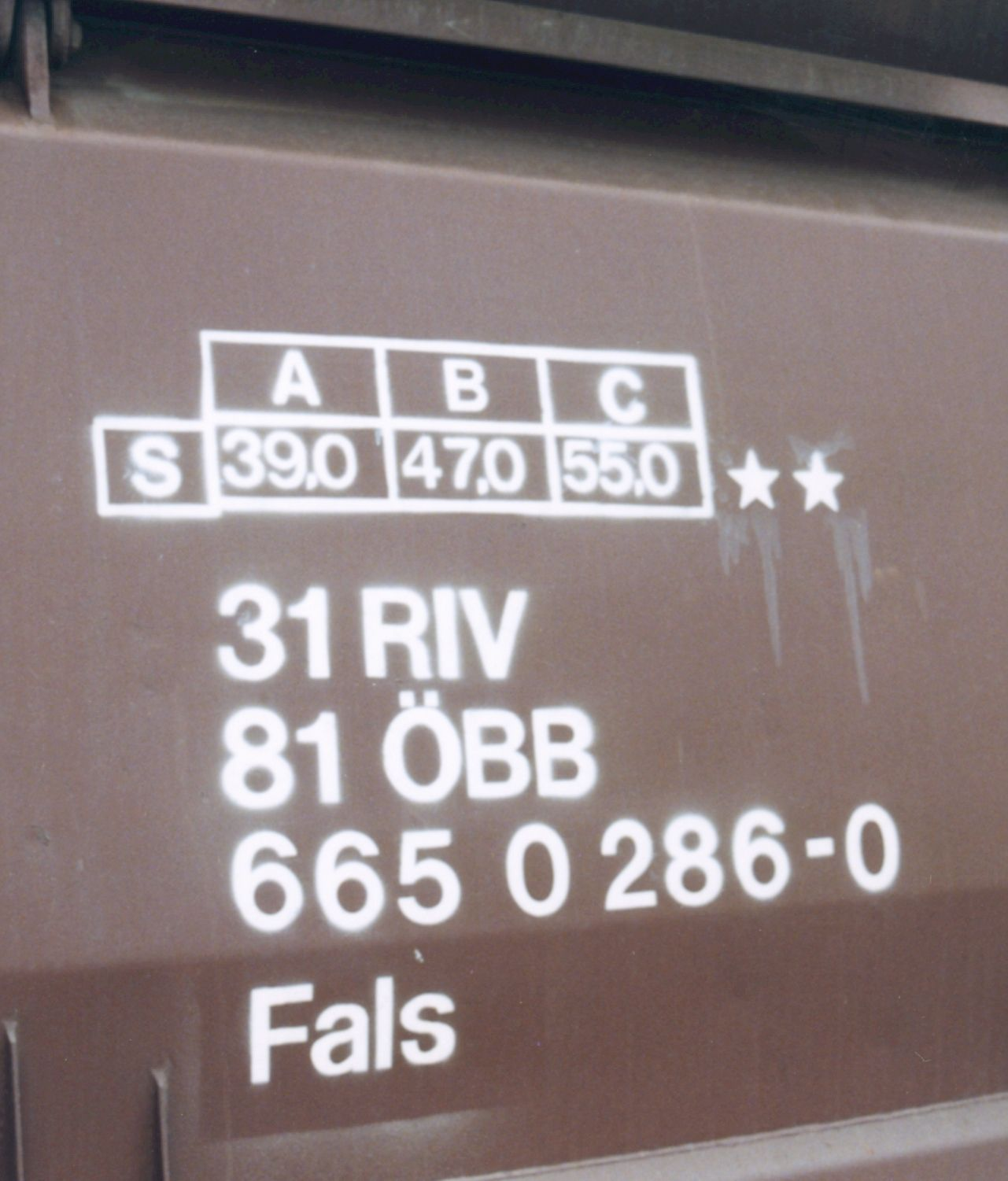

La classification des wagons de chemin de fer s'appuie sur une norme établie par l'Union Internationale des Chemins de fer (UIC), applicable depuis 1960.
Un système proche existe pour les voitures de chemin de fer.

## Catégorie des wagons
La désignation des wagons se fait par une lettre, :
| Lettre | Désignation                               | Exemples                                                                                      |
| ------ | ----------------------------------------- | --------------------------------------------------------------------------------------------- |
| E      | Tombereaux                                |                                                                                               |
| F      | Tombereaux spéciaux                       | Wagon-trémie                                                                                  |
| G      | Couverts                                  |                                                                                               |
| H      | Couverts spéciaux                         | Wagon à parois métalliques coulissantes, wagon à parois bâchées                               |
| I      | Isothermes, réfrigérants ou frigorifiques |                                                                                               |
| K      | Plats à essieux                           |                                                                                               |
| L      | Plats spéciaux à essieux                  | Wagon porte-automobiles                                                                       |
| O      | Wagon à fond plat - tombereau             |                                                                                               |
| R      | Plats à bogies                            |                                                                                               |
| S      | Plats spéciaux à bogies                   | Wagon porte-conteneurs, wagon à capots télescopiques, wagon à bâchage mécanique               |
| T      | À toit ouvrant                            |                                                                                               |
| U      | Spéciaux                                  | Wagon pour transports exceptionnels, wagon-silo, wagon surbaissé, wagon-torpille, wagon-poche |
| Z      | Citernes                                  |                                                                                               |

## Code d'identification du type de wagon
Chaque wagon est identifié par un code numérique à 12 chiffres précisant son usage, l'exploitant, ses caractéristiques techniques et le numéro d'ordre du wagon suivant le schéma suivant :
- chiffres 1 et 2 : code du régime d'échange ;
- chiffres 3 et 4 : code de l'organisme immatriculateur ;
- chiffres 5 à 8  : caractéristiques techniques du véhicule ;
- chiffres 9 à 11 : numéro d'ordre ;
- chiffre 12      : clé calculée (autocontrôle).

### Calcul de la clé de contrôle
La clé de contrôle est calculée par la formule de Luhn. On multiplie alternativement par 2 et par 1, de la droite à la gauche, tous les chiffres du numéro de wagon. Ensuite, on calcule la somme de tous les chiffres obtenus, en considérant individuellement chacun des chiffres même ceux formant un nombre égal ou supérieur à 10. Le complément de ce total à la dizaine supérieure donne l'autocontrôle. Celui-ci s'écrit à la suite du numéro de wagon, séparé de ce dernier par un trait d'union.
Exemples
- Numéro de wagon : 21-81-247 1 217

```
 2 1 – 8 1 – 2 4  7 1 2 1  7
    multiplication par 
 2 1   2 1   2 1  2 1 2 1  2
          résultat
 4 1  16 1   4 4 14 1 4 1 14   
```

Somme des chiffres : 4+1+1+6+1+4+4+1+4+1+4+1+1+4=37, dizaine supérieure : 40 ⇒ autocontrôle = 3
- Numéro de wagon : 51-80-084 3 001

```
 5 1 - 8 0 - 0 8 4 3 0 0 1
    multiplication par 
 2 1   2 1   2 1 2 1 2 1 2
          résultat
10 1  16 0   0 8 8 3 0 0 2      
```

Somme des chiffres : 1+0+1+1+6+0+0+8+8+3+0+0+2=30, dizaine supérieure : 30 ⇒ autocontrôle = 0
- Photo : 31-81-665 0 286

```
 3 1 - 8 1 - 6 6  5 0 2 8  6
    multiplication par 
 2 1   2 1   2 1  2 1 2 1  2
          résultat
 6 1  16 1  12 6 10 0 4 8 12    
```

Somme des chiffres : 6+1+1+6+1+1+2+6+1+0+0+4+8+1+2=40, dizaine supérieure : 40 ⇒ autocontrôle = 0 (ce qui correspond bien à la photo)

## Application
Ce marquage a été appliqué à partir de 1964 et s'est terminé en 1968 pour les wagons en France.

## Sources
- Reisezugwagen-Gattungszeichen